# Saint-Maurice-sur-Huisne
Saint-Maurice-sur-Huisne è un comune francese di 73 abitanti situato nel dipartimento dell'Orne nella regione della Normandia.

## Società

### Evoluzione demografica
Abitanti censiti